# Leichtathletik-Länderkampf der Männer 1967 Polen – BR Deutschland
| 7. Leichtathletik-Länderkampf mit bundesdeutscher Beteiligung 1967 | 7. Leichtathletik-Länderkampf mit bundesdeutscher Beteiligung 1967 |
| ------------------------------------------------------------------ | ------------------------------------------------------------------ |
|                                                                    |                                                                    |
| Ländervergleich der Männer: Polen – BR Deutschland                 |                                                                    |
| Austragungsort                                                     | Posen                                                              |
| Wettbewerbe                                                        | 20                                                                 |
| Datum                                                              | 14. September                                                      |
| 1. POL 1. GER                                                      | 106 Punkte                                                         |
| Chronik                                                            |                                                                    |
| ← FRG-USA (M)                                                      | FRG-POL (F) →                                                      |

Im siebten Vergleich des Länderkampfjahres 1967 hatten die bundesdeutschen Männer es wieder mit einem starken Gegner zu tun. Gegen die Leichtathleten aus Polen hatte es zuletzt fünf Niederlagen in Folge gegeben. Allerdings traten beide Mannschaften wegen des zwei Tage später stattfindenden Europacupfinals abgesehen von wenigen Ausnahmen mit Vertretern aus der zweiten Reihe an. Die Begegnung wurde am 14. September in der polnischen Stadt Posen ausgetragen. Auch die Frauen beider Länder trafen sich am selben Tag zu einem Vergleich, der allerdings in der Bundesrepublik Deutschland stattfand.

## Wettbewerbe und Modus
Auf dem Programm standen die bei Länderkämpfen üblichen zwanzig Disziplinen. Aus dem olympischen Wettbewerbskatalog fehlten nur der Marathonlauf, die beiden Gehdisziplinen und der Zehnkampf. Die Wertung erfolgte durchgängig nach dem Standardsystem.

## Ergebnis
Auch in der Konstellation ohne die Toppathleten der beiden Länder wurde es wie auch in den meisten vorangegangenen Aufeinandertreffen äußerst eng. Im Laufbereich lag die Bundesrepublik Deutschland mit sechs Disziplingewinnen gegenüber vier polnischen Siegen vorn. Auch beide Staffeln verbuchten die bundesdeutschen Läufer für sich. Die Kategorie Sprung war ausgeglichen, beide Teams entschieden je zwei Wettbewerbe für sich. Bei den Werfern und Stoßern ging nur der Hammerwurf an die Bundesrepublik, die drei anderen Disziplinen gewannen die Polen. Unter Berücksichtigung auch der Ränge zwei bis vier gab es am Ende mit 106 zu 106 Punkten ein Unentschieden. Die Bilanz lautete damit bei einem Remis nun sieben zu drei für Polen.

## Resultate

### 100 m
| Platz | Athlet              | Land | Zeit (s) |
| ----- | ------------------- | ---- | -------- |
| 1     | Bernd Darams        | GER  | 10,5     |
| 2     | Ernest Halas        | POL  | 10,6     |
| 3     | Karl-Heinz Schröder | GER  | 10,7     |
| 4     | Harry Pionke        | POL  | 10,8     |

### 200 m
| Platz | Athlet           | Land | Zeit (s) |
| ----- | ---------------- | ---- | -------- |
| 1     | Edgar Krüger     | GER  | 21,0     |
| 2     | Harry Pionke     | POL  | 21,3     |
| 3     | Wolfgang Ziegler | GER  | 21,4     |
| 4     | Gerard Gramse    | POL  | 21,6     |

### 400 m
| Platz | Athlet                 | Land | Zeit (s) |
| ----- | ---------------------- | ---- | -------- |
| 1     | Marian Filipiuk        | POL  | 47,8     |
| 2     | Hans-Jürgen Rahn       | GER  | 48,1     |
| 3     | Karl-Heinz Daverkausen | GER  | 48,5     |
| 4     | Slawomir Nowakowski    | POL  | 48,6     |

### 800 m
| Platz | Athlet              | Land | Zeit (min) |
| ----- | ------------------- | ---- | ---------- |
| 1     | Walter Adams        | GER  | 1:50,4     |
| 2     | Andrzej Janowicz    | POL  | 1:50,7     |
| 3     | Lothar Hirsch       | GER  | 1:51,9     |
| 4     | Piotr Wojciechowski | POL  | 1:53,4     |

### 1500 m
| Platz | Athlet          | Land | Zeit (min) |
| ----- | --------------- | ---- | ---------- |
| 1     | Witold Baran    | POL  | 3:42,5     |
| 2     | Zbigniew Wojcik | POL  | 3:52,4     |
| 3     | Urs Lufft       | GER  | 3:54,2     |
| 4     | Volker Panzer   | GER  | 3:58,2     |

### 5000 m
| Platz | Athlet            | Land | Zeit (min) |
| ----- | ----------------- | ---- | ---------- |
| 1     | Werner Girke      | GER  | 14:02,8    |
| 2     | Roland Brehmer    | POL  | 14:06,4    |
| 3     | Henryk Piotrowski | POL  | 14:19,0    |
| 4     | Lutz Krausse      | GER  | 14:31,6    |

### 10.000 m
| Platz | Athlet             | Land | Zeit (min) |
| ----- | ------------------ | ---- | ---------- |
| 1     | Henryk Szutko      | POL  | 29:25,6    |
| 2     | Bernd-Dieter Hecht | GER  | 29:33,4    |
| 3     | Zdzislaw Bogusz    | POL  | 29:47,6    |
| 4     | Hans Schweizer     | GER  | 30:44,2    |

### 110 m Hürden
| Platz | Athlet           | Land | Zeit (s) |
| ----- | ---------------- | ---- | -------- |
| 1     | Werner Trzmiel   | GER  | 14,2     |
| 2     | Leszek Wodzyński | POL  | 14,6     |
| 3     | Marian Chrusciel | POL  | 14,6     |
| 4     | Jan Weimar       | GER  | 14,6     |

### 400 m Hürden
| Platz | Athlet           | Land | Zeit (s) |
| ----- | ---------------- | ---- | -------- |
| 1     | Horst Gieseler   | GER  | 51,4     |
| 2     | Stanisław Gubiec | POL  | 51,6     |
| 3     | Rainer Schubert  | GER  | 51,8     |
| 4     | Antoni Siwice    | POL  | 52,8     |

### 3000 m Hindernis
| Platz | Athlet               | Land | Zeit (min) |
| ----- | -------------------- | ---- | ---------- |
| 1     | Edward Szklarczyk    | POL  | 8:42,6     |
| 2     | Klaus-Ludwig Brosius | GER  | 8:43,6     |
| 3     | Stanisław Śmitkowski | POL  | 8:44,4     |
| 4     | Willi Wagner         | GER  | 9:05,2     |

### 4 × 100 m Staffel
| Platz | Besetzung      | Land                                                           | Zeit (s) |
| ----- | -------------- | -------------------------------------------------------------- | -------- |
| 1     | BR Deutschland | Karl-Heinz Schröder Wolfgang Ziegler Edgar Krüger Bernd Darams | 40,5     |
| 2     | Polen          | Madziarz Ernest Halas Gerard Gramse Harry Pionke               | 41,0     |

### 4 × 400 m Staffel
| Platz | Besetzung      | Land                                                                   | Zeit (min) |
| ----- | -------------- | ---------------------------------------------------------------------- | ---------- |
| 1     | BR Deutschland | Wolfgang Roters Waldemar Knaak Karl-Heinz Daverkausen Hans-Jürgen Rahn | 3:04,9     |
| 2     | Polen          | Halerling Antoni Siwice Slawomir Nowakowski Marian Filipiuk            | 3:10,8     |

### Hochsprung
| Platz | Athlet              | Land | Höhe (m) |
| ----- | ------------------- | ---- | -------- |
| 1     | Gunther Spielvogel  | GER  | 2,06     |
| 2     | Ingomar Sieghart    | GER  | 2,06     |
| 3     | Stefan Szwarczewski | POL  | 2,00     |
| 4     | Janusz Faliński     | POL  | 1,95     |

### Stabhochsprung
| Platz | Athlet               | Land | Höhe (m) |
| ----- | -------------------- | ---- | -------- |
| 1     | Wolfgang Finder      | GER  | 4,70     |
| 2     | Krzysztoj Piatkowski | POL  | 4,60     |
| 3     | Manfred Beckers      | GER  | 4,60     |
| 4     | Zbigniew Osina       | POL  | 4,60     |

### Weitsprung
| Platz | Athlet         | Land | Weite (m) |
| ----- | -------------- | ---- | --------- |
| 1     | Jan Jaskólski  | POL  | 7,63      |
| 2     | Uwe Töppner    | GER  | 7,31      |
| 3     | Walenty        | POL  | 7,28      |
| 4     | Hermann Latzel | GER  | 7,21      |

### Dreisprung
| Platz | Athlet           | Land | Weite (m) |
| ----- | ---------------- | ---- | --------- |
| 1     | Jan Jaskólski    | POL  | 15,98     |
| 2     | Andrzej Pulawski | POL  | 15,45     |
| 3     | Hansjörg Müller  | GER  | 14,98     |
| 4     | Uwe Sievers      | GER  | 14,50     |

### Kugelstoßen
| Platz | Athlet             | Land | Weite (m) |
| ----- | ------------------ | ---- | --------- |
| 1     | Alfred Sosgórnik   | POL  | 17,78     |
| 2     | Jacek Majchrowski  | POL  | 17,40     |
| 3     | Werner Heger       | GER  | 17,32     |
| 4     | Ferdinand Schladen | GER  | 15,92     |

### Diskuswurf
| Platz | Athlet             | Land | Weite (m) |
| ----- | ------------------ | ---- | --------- |
| 1     | Zenon Begier       | POL  | 59,02     |
| 2     | Jens Reimers       | GER  | 57,34     |
| 3     | Jerzy Kleckowski   | POL  | 53,02     |
| 4     | Ferdinand Schladen | GER  | 49,84     |

### Hammerwurf
| Platz | Athlet           | Land | Weite (m) |
| ----- | ---------------- | ---- | --------- |
| 1     | Hans Fahsl       | GER  | 66,18     |
| 2     | Rajmund Niwiński | POL  | 64,10     |
| 3     | Lutz Caspers     | GER  | 63,70     |
| 4     | Piotr Gazdzik    | POL  | 59,00     |

### Speerwurf
| Platz | Athlet          | Land | Weite (m) |
| ----- | --------------- | ---- | --------- |
| 1     | Janusz Sidło    | POL  | 82,46     |
| 2     | Hanno Struse    | GER  | 80,42     |
| 3     | Józef Głogowski | POL  | 74,92     |
| 4     | Karl John       | GER  | 73,14     |